# 福井松之助
福井 松之助（ふくい まつのすけ、生没年不詳）は、日本の元俳優である。

## 略歴
1937年に日本初のカラー映画として製作された「千人針」の主演でデビューする。その後も多数の映画に出演する。しかし1946年を最後に出演した形跡がなく、現在は消息不明である。

## 主な出演
- 「千人針」（1937年、大日本天然色映画） - 主演・正太郎
- 「忠臣蔵・天の巻」（1938年、日活京都）
- 「牢獄の花嫁」（1939年）
- 「鴛鴦歌合戦」（1939年、日活） - 武林
- 「まぼろし城」（1940年）
- 「鞍馬天狗」（1942年）
- 「大楠公」（1942年）
- 「粋な風来坊」（1946年、松竹） - 斧八